# 魯滌平
魯 滌平（ろ じょうへい）は中華民国の軍人。湖南軍（湘軍）に属し、後に国民革命軍（国民政府）に参加した。字は詠安。別号は無煩。

## 事跡
22歳で湖南兵目学堂に入学し、卒業後は湖南新軍に加入した。辛亥革命時には、革命派として参加している。中華民国成立直後に湖南陸軍第6団団長となった。1916年（民国5年）には独立第3旅旅長になる。
1921年（民国10年）6月20日、両湖巡閲使・王占元支配に不満を持っていた湖北省の蔣作賓の要請を受け、趙恒惕が援鄂自治軍を成立させると第2軍司令に就任し湖北省に進出（湘鄂戦争）。8月6日に王占元を下野に追い込んだものの、王を見捨てて介入した呉佩孚との戦いとなる。湖南省の岳州まで攻め込まれ、9月1日、岳州休戦条約により戦争は終結した。1922年（民国11年）には湖南軍第2師師長へと昇格した。
湖南省での譚延闓と趙恒惕との抗争では、魯滌平は当初中立を保っていた。しかし、部下同士の抗争から次第に趙との対立を深め、譚に接近していく。1923年（民国12年）11月には、譚から湖南討賊軍第2軍軍長兼湘軍総指揮に任命された。しかし、趙との戦いに利無く、譚とともに広州の孫文（孫中山）を頼った。
1924年（民国13年）3月、魯滌平は大元帥孫文から禁煙督弁に任命された。同年10月、湖南建国軍（湖南討賊軍を改組）第2軍軍長兼大本営禁煙督弁となる。1925年（民国14年）、湖南建国軍が国民革命軍に改組され、魯滌平は第2軍副軍長となった。1926年（民国15年）7月の北伐においては、第2軍軍長代理兼右翼指揮に任じられる。翌年5月に正式に第2軍軍長となった。
1928年（民国17年）5月、魯滌平は武漢国民政府から湖南省政府主席に任命され、中国共産党掃討工作（「清郷剿共」）を推進した。翌年1月、第8師師長を兼任し、さらに討逆軍第5軍軍長に昇進した。3月、中国国民党第3期候補中央執行委員に選出され、4月には武漢衛戍司令となった。
同年8月、江西省政府主席兼第9路軍総指揮に任命された。この際に魯は、紅軍対策として行政督察専員制度を初めて導入し、後に楊永泰により国民政府において大々的に採用されている。1931年（民国20年）12月、浙江省政府主席に任じられ、3年間その地位にあった。1934年（民国23年）12月、軍事参議院副院長に就任する。
1935年（民国24年）1月24日、南京において病没。享年49（満47歳）。死後、陸軍上将の位を追贈された。

## 参考文献

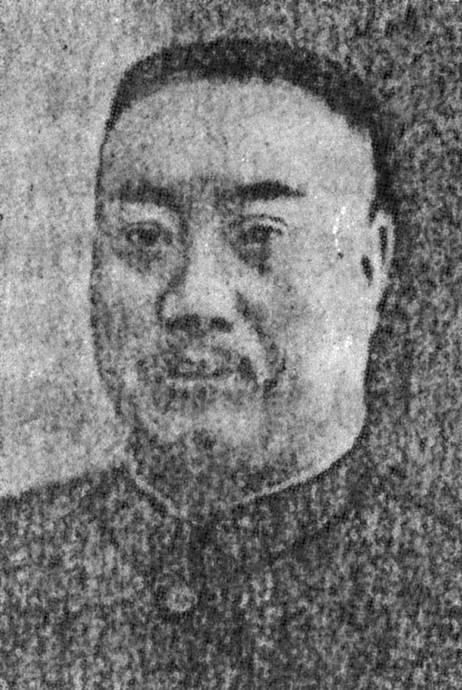
魯滌平別影

## 注
1. ↑  田子渝 劉徳軍 (1989). 中国近代軍閥史詞典. 档案出版. p. 545
2. ↑  高原「魯滌平」は、1935年1月31日死去としている。